# Свами Абхишиктананда
Сва́ми Абхишикта́нанда (санскр. अभिषिक्तानन्द, при рождении Анри́ Ле Со (фр. Henri Le Saux); 30 августа 1910, Сен-Бриак-сюр-Мер, Бретань — 7 декабря 1973, Индаур, Мадхья-Прадеш) — французский монах-бенедиктинец, переехавший в 1948 году в Индию, принявший санньясу и ставший одним из пионеров индуистско-христианского диалога. К концу жизни стал сторонником философской системы адвайта-веданта, в которой видел разрешение противоречий между индуизмом и христианством.
В 1949 году встречается с философом-неоадвайтистом Раманой Махариши.
После нескольких месяцев отшельничества в гротах горы Аруначала Анри встречается с тамильским учителем Свами Джнянанандой Гири из Тирукойилура, которого принимает в качестве гуру. Свами Джнянананда посвящает его в санньясу и даёт ему новое монашеское имя — Свами Абхишиктананда.
В 1950 году вместе со своим единомышленником аббатом Жюлем Моншаненом основал в штате Тамилнад первый «бенедиктинский ашрам» Шантиванам.